# Leporinus reticulatus
Leporinus reticulatus é uma espécie de peixe da família dos Anostomídeos e da ordem dos caraciformes. Os machos podem alcançar 7,3 cm de comprimento. Vivem em zonas de clima tropical, na América do Sul, mais especificamente, nas bacias dos rios Arinos e Tapajós, no Brasil.